# Slovanska pisava
 Slovanska pisava  je hipotetična pisava, ki naj bi jo uporabljali Slovani pred pokristjanjevanjem in sprejetjem  glagolice in  cirilice. Ne obstajajo nikakršni fizični dokazi o slovanski pismenosti, vendar omembe lahko zasledimo v srednjeveških virih. 

## Pisni viri o obstoju zgodnjih pisav
V 9. stoletju je bolgarski menih Črnorizec Hrabri v svojem delu “O pismeneh” kratko omenil, da so Slovani pred sprejetjem krščanstva uporabljali sistem »zarez in črt« (v stari cerkveni slovanščini чръты и рѣзы).
Drugi vir, Thietmar z Merseburga (25. 7. 975 -1. 12. 1018) je opisal hram na otoku Rügen, kjer je stal slovanski tempelj Arkona, da so imeli idoli na njih napisana imena ("singulis nominibus insculptis" Chronicon 6:23). To še ne potrjuje obstoja pisave, ker je vir iz 11. stoletja, govori pa o 8. stoletju.
Ahmed ibn Fadlan je opisal navade Rusov, ki so prišli trgovat v Volško Bolgarijo. Po ritualnem zažigu ladje skupaj z umrlim so Rusi pustili pismo na grobu, »nato so naredili na mestu, kjer je bila ladja /.../ in na les napisali ime moškega in ime ruskega kneza, nakar so odšli.« Fadlan ni pustil mnogo namigov o etničnem izvoru ljudi, zato se namiguje, da bi lahko celo bili Slovani, Germani ali predniki Fincev. 

## Arheološke sledi o obstoju zgodnjih pisav
1. Leta 1949 je bila najdena amfora Kerch v Gnezdovu (Smolenska oblast) z napisom v stari vzhodni slovanščini. Raziskovalci so sklepali, da je beseda gorušna napisana v cirilici [3]. Razlaga ni bila široko sprejeta in so obstajale različne interpretacije.[4]

## Dokazi iz etimologije
Slovanska beseda pisati »pьsati« prihaja iz skupne baltoslovanske besede za slikati, npr. v litvanščini piẽšti, paĩšas in ima isto korenino kot staroslovanska beseda pьstrъ (tudi pěgъ) v pomenu »barvni« (grško ποικίλος), verjetno izhaja iz starejšega indoevropskega korena *peik- »barven« (latinsko  pingō). To kaže, da so slovani poimenovali umetnost pisanja po črnilu, ki piše oziroma »slika«.